# Globia subflava
Globia subflava là một loài bướm đêm thuộc họ Noctuidae. Nó được tìm thấy ở Nova Scotia phía tây đến British Columbia, phía nam đến New Jersey ở phía đông và Utah và California ở phía tây.
Sải cánh dài 35–40 mm. Con trưởng thành bay vào tháng 7 tùy theo địa điểm. Có một lứa một năm.
Ấu trùng đục thân các loài Typha và Scirpus.